# Мусаэаян, Арам Николаевич
Арам Николаевич Мусаэаян (1896, Шуша, Елизаветпольская губерния — 1973, Москва) — разведчик, военный деятель.

## Биография
Из служащих.
В 1916—1917 годах — на военной службе, затем — учитель сельской школы в селе Когорты Шушинского уезда Елисаветпольской губернии.
В РККА с 1920 года. Член ВКП(б).
Окончил Военно-политические академические курсы высшего политсостава РККА (1924—1925), Восточный факультет Военной академии РККА им. М. В. Фрунзе (1925—1927), два курса восточного отделения Института красной профессуры (1931—1933).
Военком ревкома Варандинского района, сотрудник губернского ЧК в Елисаветполе (ныне Гянджа, Азербайджан), военком Эчмиадзинского уездного военкомата Эриванской губернии, заместитель военкома Армянской республики (1920—1924).
В распоряжении Разведывательного управления штаба РККА (июль 1927 — сентябрь 1929): сотрудник для особых поручений.
Военком 12-го Ярцевского стрелкового полка 4-й стрелковой дивизии в Бобруйске, преподаватель Военной академии им. М. В. Фрунзе (сентябрь 1929 — июль 1931).
Начальник политотдела МТС в станице Советской Георгиевского района Северо-Кавказского края (1933—1935), начальник политотдела Казанского отделения Казанской железной дороги, заместитель начальника политотдела Горьковской железной дороги (апрель 1935 — февраль 1938).
Репрессирован (февраль 1938 — март 1940), приговорен к двум годам и одному месяцу лишения свободы, оправдан военным трибуналом Московского военного округа.
Похоронен в Москве на Новодевичьем кладбище.

## Награды
- Орден Ленина